# Linh dương bò lam
Linh dương bò lam (Boselaphus tragocamelus) là một loài động vật có vú trong họ Bovidae, bộ Artiodactyla. Loài này được Pallas mô tả năm 1766. Loài này thường thấy trong tự nhiên ở trung bộ và bắc bộ Ấn Độ, thường được nhìn thấy ở nông trang và rừng cây bụi.

## Mô tả
Linh dương bò lam cao 1,1 đến 1,5 m (3 ft 7 in đến 4 ft 11 in) tới vai và chiều dài cơ thể tính cả thân và đầu 1,7 đến 2,1 m (5 ft 7 in đến 6 ft 11 in), với một cái đuôi dài 45- tới 50-cm (18- tới 20-in). Con đực lớn hơn con cái, nặng 109 đến 288 kg (240 đến 635 lb), tối đa 308 kg (679 lb), so với con cái trưởng thành khoảng 100 đến 213 kg (220 đến 470 lb).
Chúng có cẳng chân mỏng và một cơ thể mạnh mẽ dốc xuống từ vai. Chúng thể hiện rõ dị hình giới tính, với chỉ con đực có sừng. Con đực trưởng thành có màu lông hơi xanh-xám, với những đốm trắng trên má. Chúng cũng có một yếm màu trắng ở cổ họng. Mút của túm lông đuôi và tai có màu đen.

## Hình ảnh

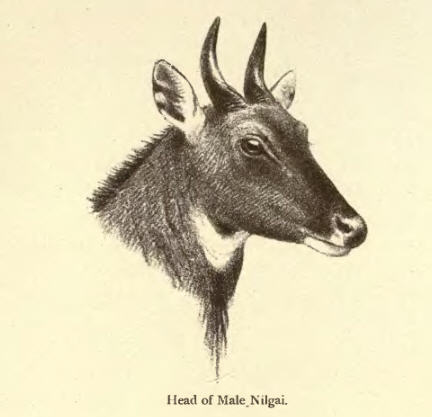
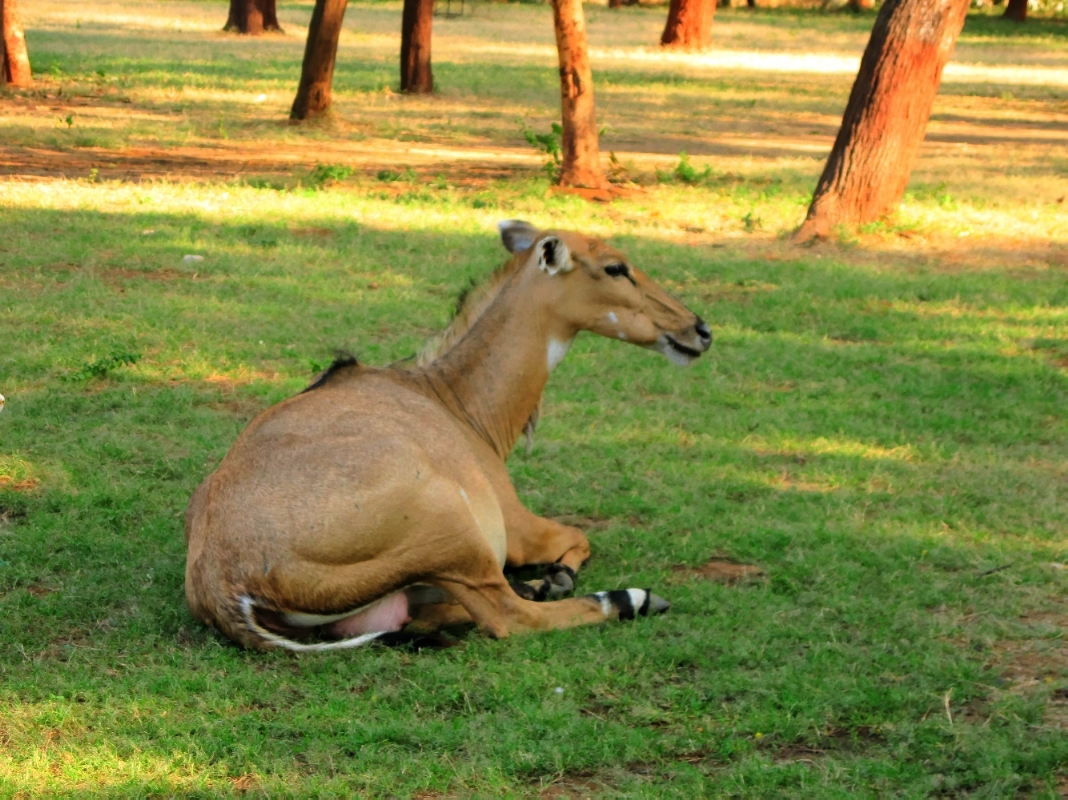
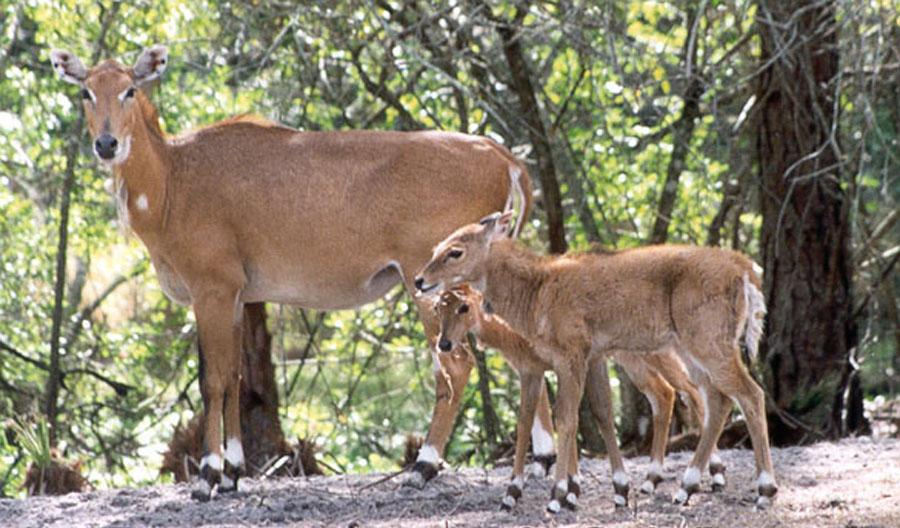
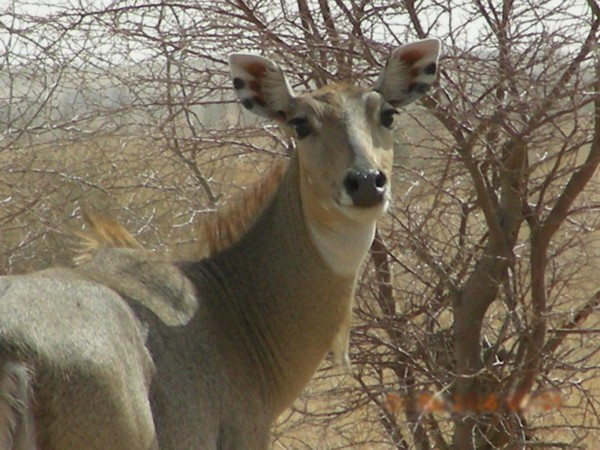
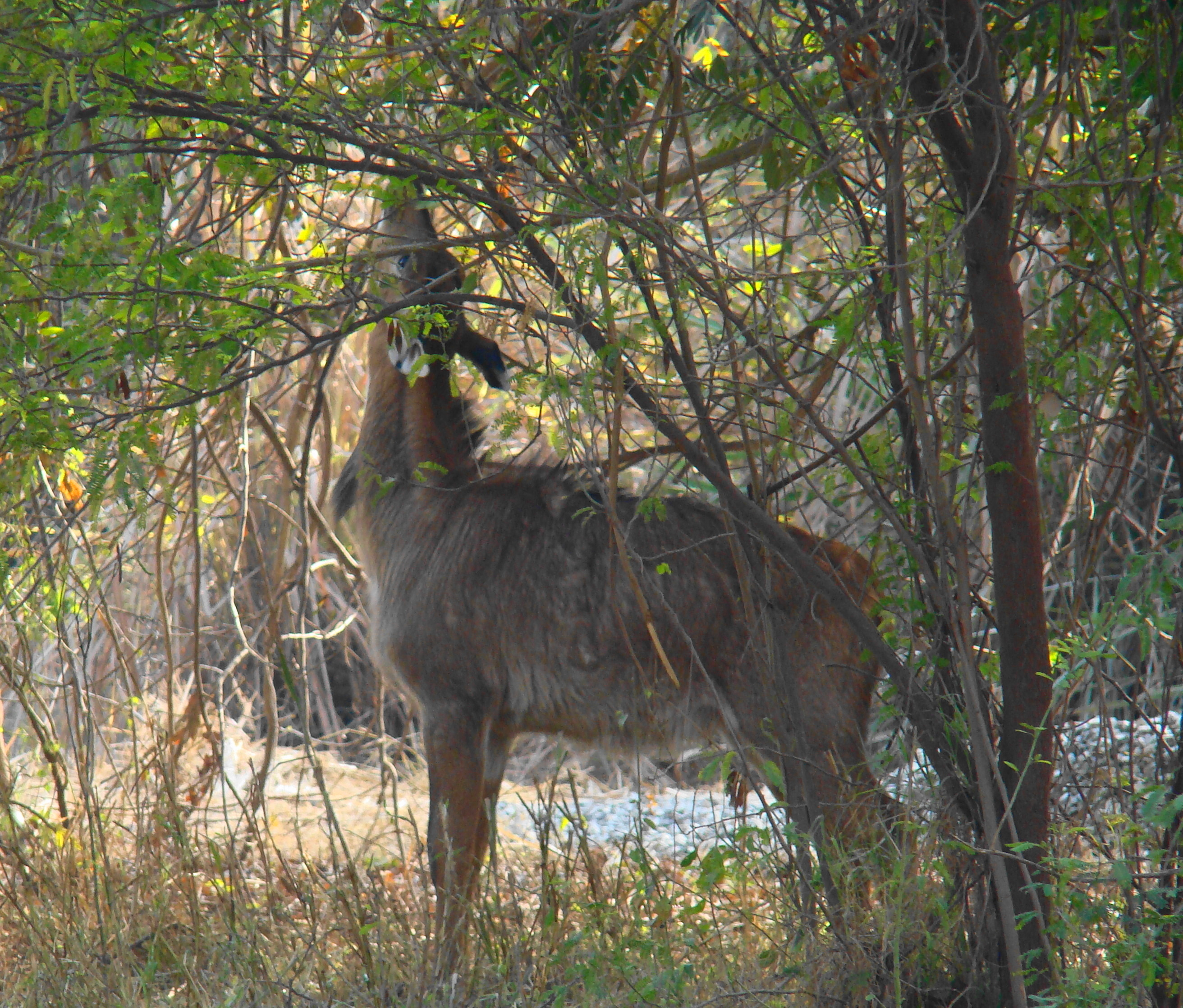